# Fröhlichsburg
Die Fröhlichsburg (auch Fröhlichsturm; historisch Griesenstein bzw. Malsburg) ist eine Burgruine in Mals, dem Hauptort der Gemeinde Mals in Südtirol.

## Lage
Die Burgruine liegt in der nach ihr benannten Fröhlichgasse, nordwestlich des Ortszentrums von Mals.

## Geschichte
Vermutlich ließen die Burg die Herren von Mals, eine Seitenlinie derer von Matsch errichten, um deren Stammsitz es sich handeln könnte. Der Bergfried aus dem 12. bis 13. Jahrhundert wurde durch einen Palas mit Zwinger erweitert. Seit dem 14. Jahrhundert diente sie als Gerichts- und Verwaltungssitz. Im Zuge der Schlacht an der Calven setzten Engadiner 1499 Burg und Ort in Brand. Daraufhin verlegte der Pfleger den Gerichtssitz nach Glurns. In der zweiten Hälfte des 16. Jahrhunderts ging die Malsburg auf die Fröhlich über, die sie wieder instand setzen ließen und denen sie ihren heutigen Namen verdankt. Nebenbei gehörte der Familie auch der Droßturm. 1563 belehnte Kaiser Ferdinand I. die Brüder Balthasar, Carl, Hans und Pankraz Fröhlich mit dem Besitz. Darauf führte der Pflegeamtsverwalter von Mals und Glurns Balthasar Fröhlich das Prädikat „von Fröhlichsburg“. Nachdem die Familie um das Jahr 1603 im Mannesstamm erloschen war, nahm ein anderes Tiroler Geschlecht Namen und Wappen Fröhlich von Fröhlichsburg an.
Nach Darstellungen des 18. Jahrhunderts war die Burganlage wieder größtenteils verfallen. Die Steine sollen der Legende nach 1838 zur Erweiterung der Pfarrkirche von Mals verwendet worden sein. 1951 erfolgte die Unterschutzstellung und 1981 die Aufnahme in die Liste des Südtiroler Landesdenkmalamtes. Die Fröhlichsburg befindet sich gegenwärtig in Privatbesitz der Grafen Khuen-Belasi. Zum Zweck einer Restaurierung des Turms gründete sich der Verein Freunde der Fröhlichsburg. 2004 fanden schließlich am Bergfried mit Aussichtsplattform Restaurierungsmaßnahmen statt. Zu diesem Anlass wurde eine Festschrift herausgegeben.